# 라스베가스 (드라마)
라스베가스(영어: Las Vegas 라스베이거스[*])는 미국의 NBC에서 방송된 드라마이다. 네바다주 라스베이거스를 무대로 하고 있다.

## 등장인물

### 주연
- 조시 더멜 - 대니 매코이 (Danny McCoy)
- 제임스 칸 - 에드워드 멜빈 딜라인 (Edward Melvin Deline)
- 제임스 레슈어 - 마이크 캐넌 (Mike Cannon)
- 버네사 마실 - 서맨사 제인 "샘" 마케스 (Samantha Jane "Sam" Marquez)
- 몰리 심스 - 델린다 딜라인 (Delinda Deline)
- 니키 콕스 - 메리 코널 (Mary Connell)
- 마샤 토머슨 - 네사 홀트 (Nessa Holt)
- 톰 셀렉 - A.J. 쿠퍼 (A.J. Cooper)

### 조연
- 카밀 구아티 - 파이퍼 닐슨 (Piper Nielsen)
- 미치 롱리 - 미치 (Mitch)
- 수잰 황 - 폴리 (Polly)
- 가이 에커 - 루이스 페레스 (Luis Perez)
- 리키 카일먼 - 캐시 버슨 (Kathy Berson)
- 셰릴 러드 - 질리언 딜라인 (Jillian Deline)
- 라라 플린 보일 - 모니카 맨쿠소 (Monica Mancuso)
- 딘 케인 - 캐시 매닝 (Casey Manning)